# Автоматическое письмо
Автомати́ческое письмо́ (автоматическое от греч. αὐτόματος  - самодействующее) — процесс и результат письма, который предположительно является продуктом бессознательной деятельности пишущего. Индивид при этом может пребывать в состоянии гипнотического, медиумического или медитативного транса, или же находиться в полном сознании и контролировать всё, кроме движения пишущей руки. Используется в некоторых мистических практиках (таких как спиритизм) для предполагаемой возможности общения с духами потустороннего мира или духами умерших, которые считаются управляющими автоматическим письмом. Также используется некоторыми психотерапевтами с целью раскрытия и освобождения от предполагаемых скрытых переживаний и мотивов, создающих конфликты в психике.
Учеными подвергается сомнению как механизм автоматического письма, отличный от идеомоторного акта или от основанного на воображении или подсознании действия, так и формальная научная обоснованность концепции «бессознательного», применяемой в психологии и психотерапии, а также терапевтическая эффективность автоматического письма. Национальный научный фонд США относит веру в возможность общения с духами к одному из наиболее распространённых среди американцев псевдонаучных заблуждений.

## Автоматическое письмо в спиритуализме
В спиритуализме и спиритизме разновидность автоматического письма, психография, использовалась для получения посланий от потусторонних источников. Своего рода учебником психографии служит «Книга медиумов» Аллана Кардека, который использовал два метода получения посланий от «духов». Косвенная психография осуществлялась экспериментаторами с помощью материального объекта, например, доски Уиджа. Прямая психография (без посредничества какого бы то ни было механического прибора) представляла собой процесс непосредственного письма, осуществляемого (как считается сторонниками спиритизма) под влиянием «духа».
Одним из тех, кто экспериментировал с автоматическим письмом, был священник и педагог Уильям Стейнтон Мозес. При том, что сам он придерживался ортодоксальной христианской веры, из-под пера его выходили необычные послания, которые постепенно заставили его поверить в то, что авторами их являются духи умерших. В 1882 году нью-йоркский дантист Джон Б. Ньюброу написал книгу «Оаспе», якобы, «под диктовку духов». Английская домохозяйка Розмари Браун автоматически записывала ноты (не зная нотной грамоты) и таким образом создавала целые музыкальные произведения (приписывавшиеся композиторам-классикам: Листу, Шопену, Бетховену и другим). В 1914 году Эльза Баркер опубликовала труд «Письма усопшего» (в 2004 году книга была переиздана под заголовком «Letters From The Afterlife: A Guide to the Other Side»), составленный из переписки с духом судьи Дэвида П. Хатча, которая велась также, по её утверждению, методом автоматического письма. Способностью к «автоматическому письму» обладал Вл. С. Соловьёв, который, по свидетельству современников был медиумом.
Автоматическим письмом владела Джорд Хайд Лис, жена поэта и драматурга Уильяма Батлера Йейтса. В 1975 году Уэнди Харт из Мэйденхеда «автоматически» составила жизнеописание Николаса Мура, капитана корабля, умершего в 1642 году. Бразильский медиум Чико Хавьер написал таким образом более сотни книг.
Именно благодаря использованию в спиритизме, феномен автоматического письма обратил на себя внимание психиатров и психологов, в частности, Уильяма Джемса и Пьера Жане.

## Использование в психиатрии
Автоматическое письмо использовалось психологами-фрейдистами и их ближайшими последователями как метод психо- и самоанализа. Теоретики такого метода утверждали, что «автоматическое письмо» представляет собой возникший в особых состояниях сознания доступ к содержанию бессознательного, дающий исследователю представление о глубинных проблемах психики пишущего.
В 1896 году появилось описание эксперимента, который провели Л. М. Соломонс и Г. Штейн: в нём было показано, что автоматическое письмо представляет собой моторный навык. За счёт тренировки удалось добиться того, что Штейн могла читать текст, который писала в это же время, с отставанием на 3-4 слова.
Апологетами автоматического письма были Пьер Жане во Франции, Мортон Принс и Анита Мёль в США. Подробно методика была изложена в книге Лесли М. Лекрона «Самогипноз» (вышедшая в России под заголовком «Самогипноз: добрая сила»).
Психиатр Карл Уикланд, в течение тридцати лет использовавший в своей работе спиритические методы, тем не менее пришёл к выводу, что у некоторых лиц занятия спиритизмом, и в частности автоматическим письмом, могут вызвать серьёзные психические расстройства.

## Использование в искусстве

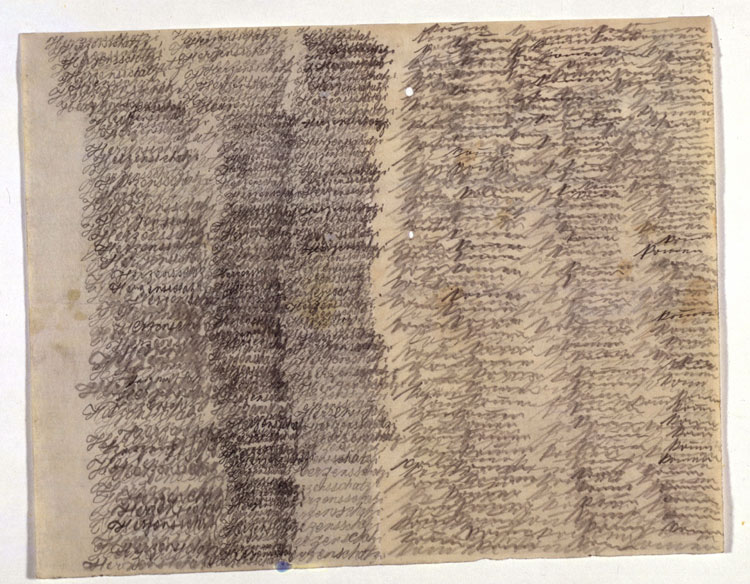
Эмма Хаук«письмо мужу», 1909

Впоследствии «автоматическое письмо», наряду с другими аналогичными явлениями («автоматический рисунок», «автоматическое музицирование»), стало использоваться как средство выражения бессознательного в искусстве сюрреализма (в частности, у А. Бретона). Впервые применено А. Бретоном и Ф. Супо («Магнитные поля», 1919).
Своей «музой» многие сюрреалисты назвали медиума Хелен Смит, которая утверждала, что является реинкарнацией то Марии-Антуанетты, то дочери арабского шейха, что контактирует с марсианами и приводила образцы марсианской письменности.

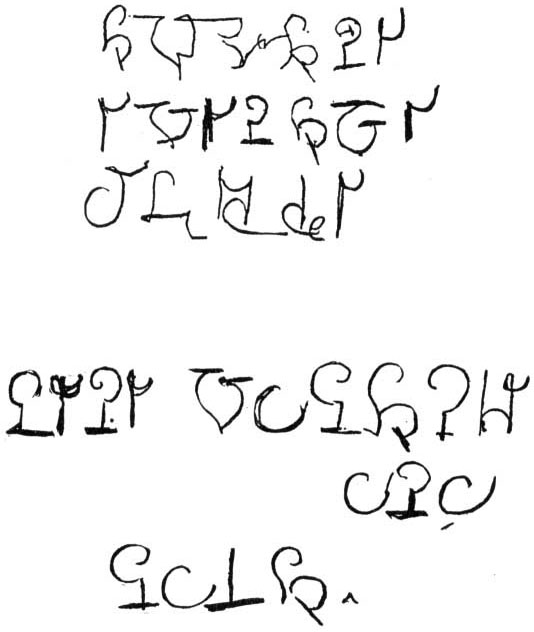
Образец «текста на марсианском языке», записанного Хелен Смит

Профессор психологии Т. Флурнуа, исследовавший способности Смит, пришёл к выводу, что язык «марсианского» письма близок к её родному французскому, и что её откровения являются не более чем воображением, основанным по большей части на забытых источниках. Впоследствии Флурнуа предложил термин «криптомнезия» для описания такого феномена.
Писатель Бернар Вебер использовал прием автоматического письма для написания некоторых эпизодов дилогии «Танатонавты» (1994):
Некоторые отрывки были написаны с помощью автоматического письма. Это означает, что у меня не было намерения ввести в повествование какую-либо сюжетную линию, мои пальцы сами бежали по клавиатуре, и лишь позднее я читал текст, чтобы узнать, что же я написал. Я почти не изменил структуру первого варианта. Просто потому, что я не слишком хорошо понимал, почему я написал именно так, и это заинтриговало меня. Лишь позже я понял, почему я написал некоторые фразы. Иногда мои читатели говорят мне о Танах, и мне кажется, что они поняли в моей книге больше, чем понял я сам. Это меня очень забавляет.Bernard Werber Note de l'auteur // Les thanatonautes